# Region Trebinje

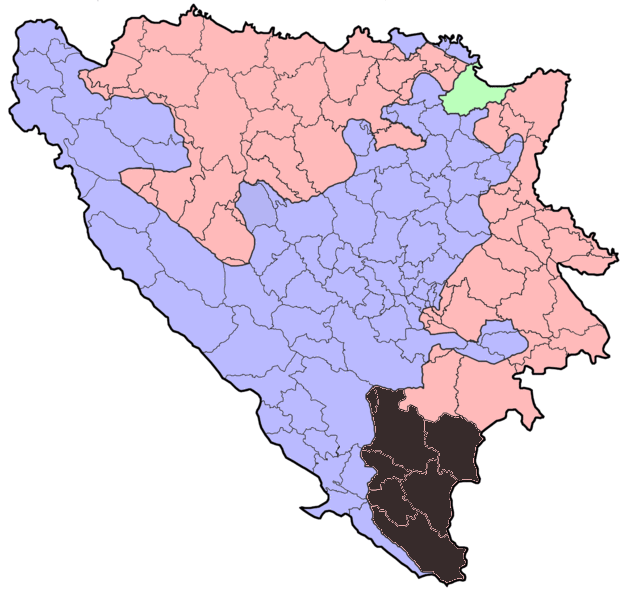
Lage der Region in Bosnien und Herzegowina

Die Region Trebinje ist eine von sieben Regionen der Republika Srpska in Bosnien und Herzegowina. Die nominelle Hauptstadt des Gebietes ist Trebinje.

## Geografie
Die Region befindet sich im äußersten Süden des Landes an den Grenzen zu Montenegro und Kroatien. Sie nimmt den östlichen Teil der Herzegowina ein. 

## Gemeinden
Die Region ist unterteilt in 7 Gemeinden:
1. Berkovići
2. Bileća
3. Gacko
4. Istočni Mostar (zuvor Srpski Mostar)
5. Ljubinje
6. Nevesinje
7. Trebinje